# Clima do Equador
O clima do Equador apresenta grandes contrastes, em virtude do relevo acidentado. Do nível do mar até cerca de mil metros de altitude estende a chamada tierra caliente com temperaturas que variam entre 24°C e 26°C. Entre mil e dois mil metros situa-se a terra templada, onde as temperaturas oscilam de 19°C a 24°C. Dos dois mil aos três mil metros encontra-se a tierra fria, cujas temperaturas vão de 12°C a 18°C. Acima dessas altitudes ficam os páramos (planaltos gelados), com temperatura média inferior a 12°C. A região litorânea é úmida e quente no norte e seca no sul. Na faixa amazônica, o clima é equatorial.